# 50 Korpus Obrony Powietrznej (ZSRR)
50 Korpus Obrony Powietrznej – wyższy związek taktyczny wojsk obrony powietrznej Sił Zbrojnych ZSRR i Federacji Rosyjskiej.
W 1998 przeformowany w 26 Dywizję Obrony Powietrznej w Czytej.

## Struktura organizacyjna
W latach 1991–1992
- dowództwo – Czyta
- Brygada Rakietowa OP
- pułk rakietowy OP
- 43 Brygada Radiotechniczna –
- 69 Brygada Radiotechniczna –